# Pseudomyicola spinosus
Pseudomyicola spinosus är en kräftdjursart som först beskrevs av Raffaele och Francesco Saverio Monticelli 1885.  Pseudomyicola spinosus ingår i släktet Pseudomyicola och familjen Myicolidae. Inga underarter finns listade i Catalogue of Life.